# Kjúdó

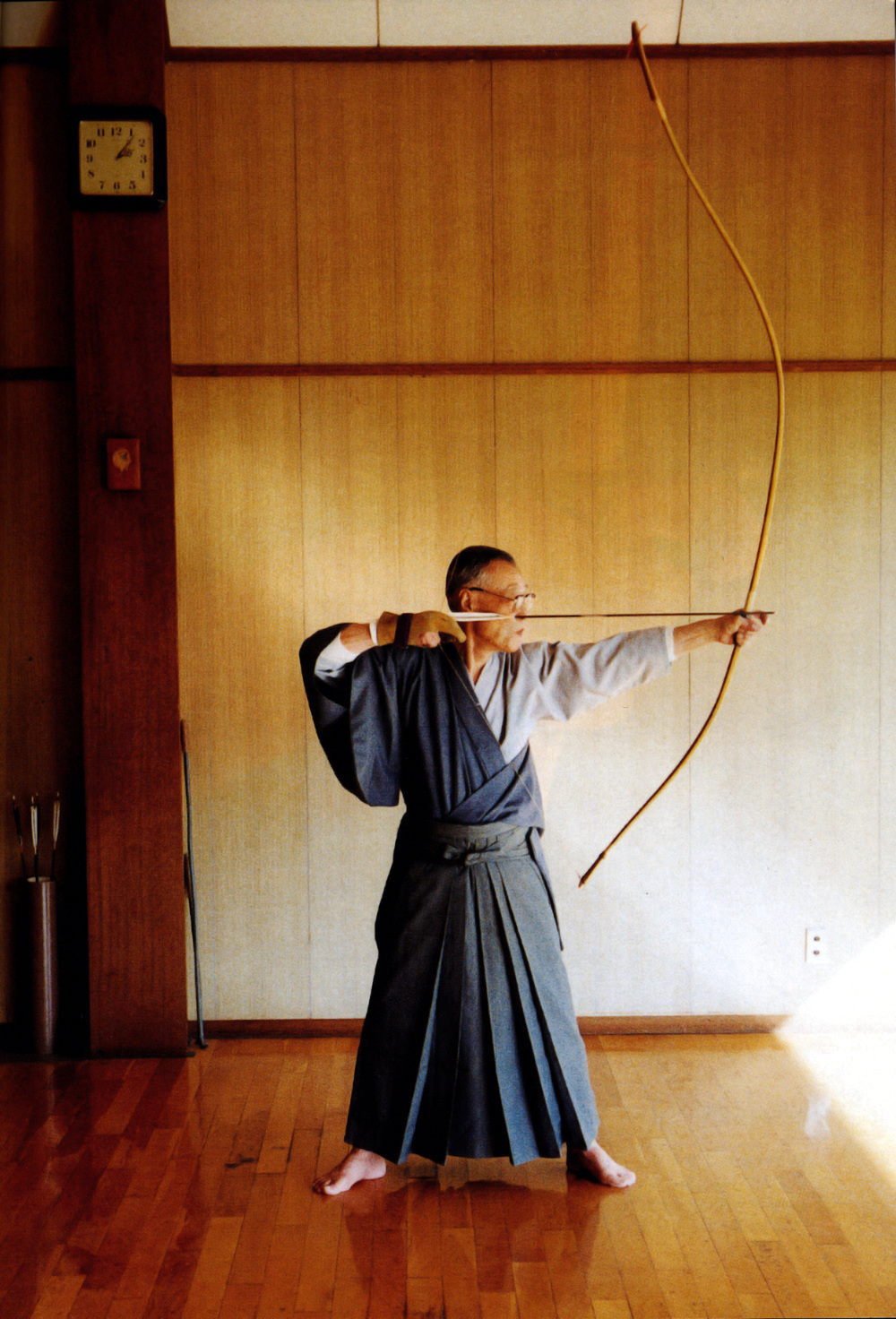
Mistr Jošimiči Genširo Inagaki (1911–1995), 9. dan, hlava školy Heki rjú insai-ha, v dódžó Národní technické univerzity v Cukubě v Japonsku, listopad 1993

Kjúdó (弓道) je japonské bojové umění lukostřelby. Mistrům kjúdó se japonsky říká kjúdóka (弓道家). Kjúdó je založeno na tradičním umění lukostřelby, kjúdžucu, které se zrodilo ve společenské třídě samurajů ve feudálním Japonsku. Kjúdó provozují tisíce lidí po celém světě.

## Historie
Počátky lukostřelby v Japonsku spadají do prehistorie. První záznamy se zřetelně vyobrazeným japonským dlouhým asymetrickým lukem pocházejí z Období Jajoi (asi 500 př. n. l. – 300).

### Počátky
Společenské změny a nástup vojenské třídy samurajů k moci na konci prvního tisíciletí vyvolaly potřebu výuky lukostřelby. To vedlo ke zrození prvního stylu kjúdžucu takzvaného Henmi-ryū, jehož zakladatelem byl ve 12. století prapředek klanu Takeda Kijomicu Henmi. Jeho potomci později založili školu Takeda (Takeda-rjú) a jezdeckou lukostřeleckou školu Ogasawara (Ogasawara-rjú). Potřeba lukostřelců dramaticky vzrostla během války Genpei (1180–1185), pročež počal zakladatel školy Ogasawara Nagakijo Ogasawara vyučovat jezdeckou lukostřelbu Jabusame.

### Období Sengoku
Od 15. do 16. století pustošila Japonsko občanská válka. V druhé polovině 15. století způsobil Danjō Masacugu Heki převrat v lukostřelbě vytyčením nových základních dovedností pro pěší lukostřelce. Jeho hlavní zásada zněla hi, kan, čū neboli letět, probodnout, střed. Jeho učení se rychle šířilo. Vzniklo mnoho nových škol, přičemž některé z nich, jako jsou Heki-rjú čikurin-ha, Heki-rjú sekka-ha a Heki-rjú insai-ha zůstávají dodnes.

### 16. století

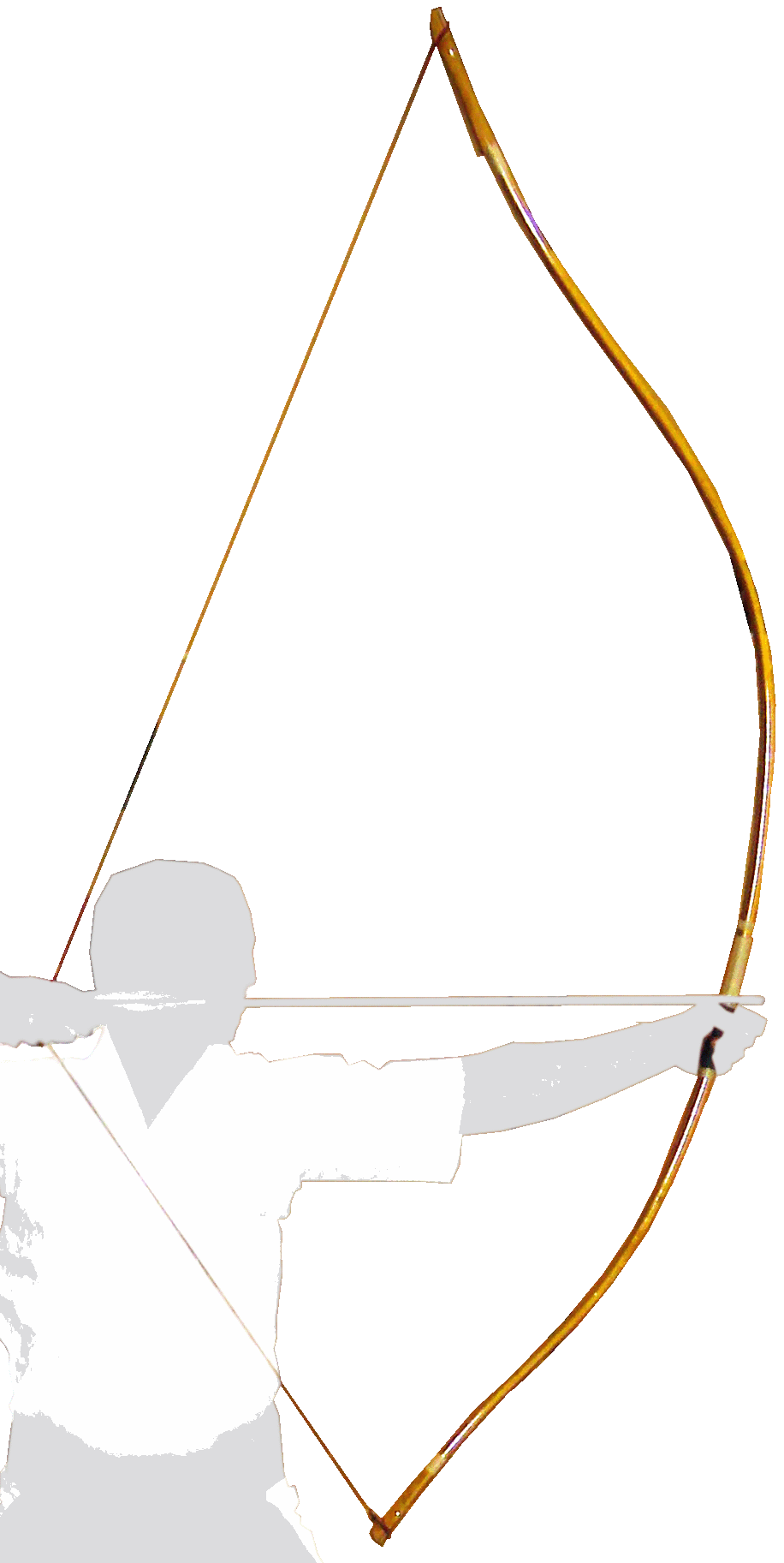
Jumi při nátahu

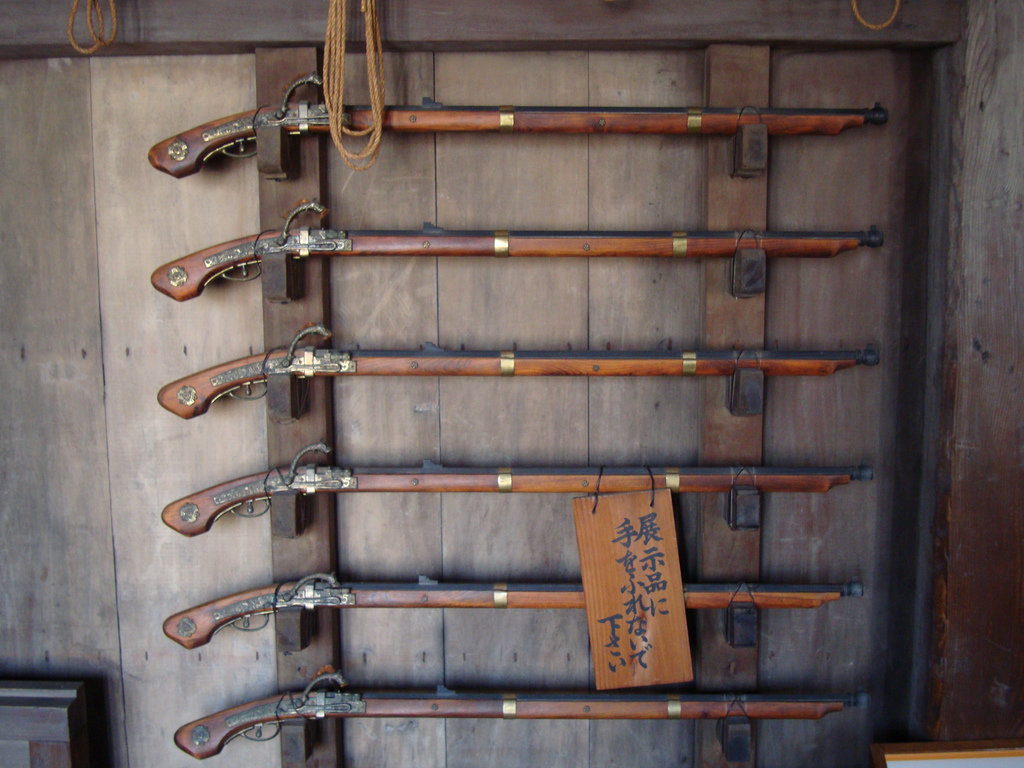
Japonské tanegašimy

Význam japonského luku jumi jako válečné zbraně začal klesat, poté co v Japonsku v roce 1543 přistáli Portugalci a přivezli s sebou palné zbraně s doutnákovým zámkem. Japonci začali záhy vyrábět vlastní verzi doutnákového zámku a arkebuzy, jež jím byly vybaveny, se nazývaly tanegašima, podle stejnojmenného ostrova, kde první Portugalci zakotvili. Tyto arkebuzy se posléze staly spolu s kopím jari oblíbenou pěchotní zbraní a zatlačily tak používání luku jumi do pozadí. Nicméně luky se po určitou dobu používaly v boji společně s arkebuzami, neboť měly větší dosah, přesnost, a zejména 30 až 40krát vyšší palebnou rychlost než tanegašimy. Na druhou stranu používání arkebuz nevyžadovalo tak dlouhý výcvik jako tomu bylo u jumi, což umožnilo vojsku Nobunagy Ody složenému převážně z rolníků a vyzbrojenému tanegašimami, aby v roce 1575 rozdrtilo v jediné bitvě tradiční samurajskou kavalerii vyzbrojenou luky.

### 17. století
Během období Edo (1603–1868), kdy Japonsku vládli šógunové z rodu Tokugawa, byla země izolovaná před okolním světem a uzavřená do sebe. Tokugawský šógunát znamenal pro Japonsko dlouhé období míru, kdy se samurajové začali věnovat administrativním povinnostem. Tradiční bojové dovednosti si však udržely svoji společenskou vážnost. Lukostřelba se v té době stala „volitelnou“ dovedností, jež se v rituální podobě provozovala zčásti u dvora a částečně pak ve formě různých soutěží, které více připomínaly bojové podmínky. Umění střelby z luku se šířilo i mimo třídu válečníků. Samurajové byli ovlivněni přímočarou, spontánní filozofií zenového buddhismu zaměřenou k sebeovládání, kterou do země ve 12. a 13. století přinesli mniši z Číny. Lukostřelba se v Japonsku původně nazývala kjúdžucu, tedy umění luku, ale mniši, kteří mimo jiné působili i jako učitelé bojových umění, přispěli k vytvoření nové koncepce, a sice kjúdó neboli cesta luku.

### Oživení
V rámci změn, které Japonsku přineslo otevření se vnějšímu světu počátkem období Meidži (1868–1912), ztratili samurajové svoje prestižní postavení. Veškerá bojová umění, včetně kjúdó, se proto musela vypořádat se značným poklesem veřejného uznání, s nímž ruku v ruce kráčel výrazný úbytek zájemců o jejich výuku. V roce 1896 se proto sešla skupina mistrů kjúdó, aby se poradili, jak zachránit tradiční lukostřelbu. Tošizane Honda, který vyučoval kjúdó na Císařské univerzitě v Tokiu, spojil bojový a rituální střelecký styl a vytvořil smíšený styl nazvaný Honda-rjú. Nicméně Všejaponská federace kjúdó (japonsky Zen Nihon Kjūdō Renmei) byla vytvořena až v roce 1949. Směrnice zveřejněné v příručce kjúdó v roce 1953 stanovují, jak se mohou lukostřelci z různých škol účastnit soutěží nebo zkoušek technické vyspělosti společně.